# Cisternes-la-Forêt
Cisternes-la-Forêt – miejscowość i gmina we Francji, w regionie Owernia-Rodan-Alpy, w departamencie Puy-de-Dôme.
Według danych na rok 1990 gminę zamieszkiwało 509 osób, a gęstość zaludnienia wynosiła 15 osób/km² (wśród 1310 gmin Owernii Cisternes-la-Forêt plasuje się na 402. miejscu pod względem liczby ludności, natomiast pod względem powierzchni na miejscu 153.).